# Saara Tuominen
Pour les articles homonymes, voir Tuominen.
Saara Elisa Tuominen (née le 1er janvier 1986 à Ylöjärvi) est une joueuse de hockey sur glace finlandaise.

## Carrière internationale
Avec l'équipe de Finlande de hockey sur glace féminin, elle remporte la médaille de bronze au championnat du monde 2009 et aux Jeux olympiques d'hiver de 2010 à Vancouver.